# Adolphe Dangotte
Adolphe Dangotte, voluit Eduard Adolphe Dangotte (1858 - 1942) was voorzitter van de voetbalploeg KAA Gent tussen 1901 en 1909. 
Tijdens de bestuursperiode van Dangotte ging de ploeg door moeilijke tijden, met een periode in Tweede en in Derde Klasse.
Dangotte had een handel in kunstobjecten, porselein, kristal en meubelen sinds 1868. Zo bezat hij verschillende winkels onder de naam "La Maison Dangotte" in Gent aan de Brabantdam, Korte Meire, Vlaanderenstraat, Veldstraat, Kouter en de Zonnestraat. Van 1904 tot 1926 was hij tevens de voorzitter van de Federatie der Handelaars van Gent. Dangotte huwde Leopoldine Coppieters (1860-1912), de jongere zuster van senator Emile Coppieters. Ze scheidden in 1910. Zijn gezin leefde in Gent. Zijn dochter Céline Dangotte werd een bekende feministe, pedagoge, onderneemster en schrijfster. Célines vriendin, Mabel Elwes, werd door Dangotte en Coppieters in 1904 geadopteerd.